# والس با آب‌های تاریک
والس با آب‌های تاریک نام رمانی است از امین انصاری که نخستین بار در سال ۲۰۱۳ توسط نشر نوگام منتشر شد. این داستان به صورت اول شخص و از زبان شخصیت اصلی داستان، داوود، نقل می‌شود. والس با آب‌های تاریک راوی داستان مهاجرانی است که به امید دریافت پناهندگی از طریق سواحل اندونزی و اقیانوس هند راه کشور استرالیا را در پیش می‌گیرند.
این رمان بر اساس واقعیت و بر مبنای مصاحبه‌هایی که نویسنده با پناهجویانی که از این طریق خود را به استرالیا رسانده‌اند نوشته شده‌است. امین انصاری در مصاحبه‌هایی که با رسانه‌های مختلف داشته، انگیزه خود را روشنگری نسبت به وضعیت این پناهجویان برای مخاطب ایرانی و استرالیایی بیان کرده‌است. مرضیه آرمین از نشریه اینترنتی راه دیگر دربارهٔ این کتاب می‌گوید:

«قلم روان و نثر خوب نویسنده، از ویژگی‌های این اثر است. به علاوه، صداقت و توانایی عدم قضاوت نویسنده در این اثر آشکار است؛ از دیگر سو، اثری به زبان فارسی که با این جزئیات، به آنچه که بر مهاجران و در جریان سفرشان، خصوصاً مسافران پس از اتفاقات سال ۸۸، رفته‌است پرداخته باشد، کم‌یاب است و همین امر نیز بر ارزش این کتاب می‌افزاید.»
در سال ۲۰۱۴ نشر نوگام در همکاری با رادیو شهرزاد نسخه صوتی این اثر را با صدای نویسنده منتشر کرد.